# Atelaw Yeshetela
Atelaw Yeshetela (Atelaw Yeshetela Bekele; * 4. Dezember 1987 in Äthiopien) ist ein ehemaliger belgischer Langstreckenläufer äthiopischer Herkunft, der vor allem im Crosslauf erfolgreich war.

## Werdegang
Er wurde in Äthiopien geboren und kam im Alter von 16 Jahren nach Belgien. 2008 erhielt er die belgische Staatsbürgerschaft. Er startete bei den Crosslauf-Europameisterschaften in Brüssel im U23-Rennen, erreichte das Ziel jedoch nicht. Im folgenden Jahr belegte er bei den nationalen Meisterschaften im 10.000-Meter-Lauf den zweiten Platz und wurde daraufhin für die Teilnahme an den U23-Leichtathletik-Europameisterschaften in Kaunas nominiert, wo er das Rennen jedoch vorzeitig aufgab. Bei den Crosslauf-Europameisterschaften in Dublin gewann er in der Altersklasse U23 die Bronzemedaille.
2010 blieb er weitgehend ohne herausragende Resultate. Bei den Crosslauf-Weltmeisterschaften in Bydgoszcz belegte er den 94. Platz und bei den Crosslauf-Europameisterschaften in Albufeira den 54. Platz. 
Seinen bis dahin größten Erfolg feierte er mit dem Sieg bei den Crosslauf-Europameisterschaften 2011 in Velenje.
 Seit 2012 tritt Atelaw Yeshetela nicht mehr international in Erscheinung.

## Persönliche Bestzeiten
- 3000 m: 8:07,14 min, 11. Juni 2011, Leiden
- 5000 m: 13:43,20 min, 25. Mai 2011, Nijmegen
- 10.000 m: 29:47,60 min, 14. Juni 2009, Utrecht